# Летимо зі мною
Летимо́ зі мно́ю (англ. Come Fly with Me) — британський псевдодокументальний телевізійний комедійний серіал, створений Меттом Лукасом і Девідом Воллямсом, які відомі за шоу «Маленька Британія». Серіал є пародією на британські документальні фільми «Аеропорт» і «Авіакомпанія», розповідає про діяльність одного із найбільш завантажених аеропортів Британії та трьох вигаданих авіакомпаній: недорогої британської авіакомпанії «FlyLo» (пародія на Flybe та Easyjet), недорогої ірландської авіакомпанії «Our Lady Air» (пародія на Ryanair та Aer Lingus) та великої британської авіакомпанії «Great British Air» (пародія на British Airways). Ведучою серіалу є Ліндсей Дункан. Прем'єра відбулася 25 грудня 2010 року на BBC One. Метт Лукас і Девід Воллям зображують багатьох ключових співробітників авіакомпаній і аеропорту, а також деяких пасажирів, чиї коментарі та досвід представлені в кількох епізодах серіалу.

## Виробництво
У червні 2010 року зірки «Маленької Британії» Лукас і Воллям оголосили, що працюють над новим серіалом, який стане пародією на британські документальні фільми «Аеропорт» і «Авіакомпанія», де вони також зіграють ролі. Знімання Летимо зі мною почалися в серпні того ж року. Два тижні вони проходили в аеропорту Донкастер-Шеффілд, ще три — в лондонському аеропорту Станстед. Деякі сцени також знімалися в ліверпульському аеропорту Джона Леннона та Pinewood Studios.
Псевдодокументальний фільм під назвою «Come Fly on the Wall» був показаний на BBC One 8 лютого 2011 року. 28 січня 2011 року BBC підтвердила, що замовила другий сезон, однак у січні 2013 року Воллямс оголосив, що продовження не планується, оскільки Лукас відхилив цю ідею.

## Авіакомпанії
- Низьколітна (англ. FlyLo) — дешева авіакомпанія без зручностей, що належить Омару Бабі. Надаючи послуги по всій Європі та вибраних напрямках через Атлантику та Південно-Східну Азію, він використовує багато прихованих платежів і нестандартних схем для скорочення витрат. До них входять рейси вартістю 1 фунт стерлінгів до Нью-Йорка з комісією за бронювання 480 фунтів стерлінгів, вертикальні сидіння в економкласі та дуже маленька норма ручної поклажі. FlyLo також пропонує бюджетні пакетні тури, які не дуже подобаються пасажирам.
- Повітряна Богородиця (англ. Our Lady Air) — ірландська бюджетна авіакомпанія, яка здійснює маршрути по всій Європі. Літаки авіакомпанії літають в аеропорти, розташовані далі від фактичного пункту призначення, що економить кошти. Наприклад рейс до Барселони приземлиться в Ірландії. Our Lady Air пропонує бізнес-клас, харчування під час польоту та відсутність прихованих платежів.
- Великі Британські авіалінії (англ. Great British Air) (позивний: Swiftbird) — головна британська авіакомпанія, що надає висококласні послуги по всьому світу зі Сполученого Королівства. Авіакомпанія відома своїм найкращим у світі першокласним обслуговуванням із шампанським і шоколадними цукерками на борту та добре приготованими стравами на довших рейсах. На коротких рейсах пасажири як першого, так і економкласу отримують маленьку склянку свіжого апельсинового соку та безплатний перегляд Дейлі мейл.

## Персонажі

### Головні герої
- Омар Баба (Воллямс) — арабський власник недорогої авіакомпанії FlyLo. Зображений людиною не великого розуму та з подвійним підборіддям. Баба — це пародія на греко-кіпрського підприємця, який займається недорогими авіаперельотами, Стеліоса Гаджі-Іоанну (засновника EasyJet).[11]
- Сонечко (Лукас) — жінка з Ямайки років 50, яка каже, що є побожною християнкою, вона є менеджером кавового кіоску в аеропорту. Сонечко навмисно створює проблеми, які змушують закрити кіоск, дозволяючи їй взяти вихідний. Її головний крилатий вираз — крик «Хвала Господу!»
- Мойсей Бікон (Воллямс) — яскравий, жінкоподібний виконавчий офіцер зв'язку з VIP-пасажирами Great British Air. Мойсей також керує благодійною організацією під назвою Крила Бажань (англ. WishWings), яка нібито фінансує відпочинок для хворих дітей, але зазвичай передбачає, що Мойсей просто використовує гроші, щоб відпочити на місцевих вечірках, залишаючи дитину в готелі або навіть вдома. Його крилата фраза: «Якщо ви вибачте за каламбур», коли він не зробив каламбуру.
- Ян Фут (Воллямс) — пихатий, расистський і фанатичний головний офіцер імміграційного контролю, який часто придумує безглузді причини не пускати іноземця в країну, зокрема таких людей, як посол Польщі у Сполученому Королівстві.
- Томмі Рейд (Лукас) — молодий шотландець, який працює в одному із закладів швидкого харчування в аеропорту Happy Burger. Він сподівається пройти шлях від продавця їжі в аеропорту до пілота, не підозрюючи, що ці дві роботи абсолютно не пов'язані.
- Таадж Манзур (Лукас) — Таадж — молодий британсько-пакистанський чоловік, який працює в команді авіакомпанії FlyLo. Він має мрію стати кінорежисером.
- Мелоді Бейнс (Воллямс) і Кілі Сент-Клер (Лукас) — дві різкі дівчата, які працюють на стійках реєстрації у FlyLo, родом з Ліверпуля. Пізніше в серіалі вони борються за посаду менеджера з реєстрації, яку отримує Кілі, але згодом втрачає її, коли Омар Баба замінив весь свій персонал дітьми, щоб скоротити витрати.
- Міккі Мінчін (Лукас) і Бастер Белл (Воллямс) — двоє сумних папараці, які переслідують знаменитостей коридорами аеропорту, постійно плутаючись у своїх фотографуваннях.
- Фергал О'Фаррелл (Лукас) — бортпровідник-гей ірландської авіакомпанії Our Lady Air, який робить все, щоб стати працівником року.
- Бен Робертс (Воллямс) і Джеймс Стюарт (Лукас) — двоє британських митників аеропорту, які використовують досить екстремальні методи каталогізації знайдених незаконних речовин, наприклад, тестують на собі зразки наркотиків.
- Саймон (Лукас) та Джекі Трент (Воллямс) — чоловік і дружина пілоти, що літають на Great British Air. Джекі постійно згадує те, що Саймон зрадив їй зі стюардесою, через що їм доводиться літати разом.
- Пітер (Лукас) і Джудіт Сернейм (Воллямс) — одружені відпочивальники, які пережили кілька жахливих і сюрреалістичних подорожей за кордон після того, як купили путівки від FlyLo, назвавши їх «Канікули з пекла». Пітер змушений зайняти підлеглу позицію щодо владної Джудіт, яка зазвичай змушує його мовчати. У їхніх подорожах траплялося багато нещасливих подій, наприклад, круїз, під час якого вони захворіли, а потім пірати напали на корабель, авіакатастрофа в Перу, де вони були змушені з'їсти ногу Пітера, щоб вижити, відпустка на Кіпрі в готелі, який ще не збудували, і відвідування маленького африканського острова, де їх викрадає місцеве плем'я. Попри травматичний характер цих подорожей, вони зазвичай розповідають історії спокійним, незворушним тоном, ніби це сукупність незначних незручностей. У останньому епізоді Пітер залишає Джудіт і повертається до свого останнього пункту призначення, де він був загіпнозований і змушений займатися сексом з цілим племенем жінок.
- Пенні Картер (Воллямс) — дуже елітарна стюардеса першого класу для далеких рейсів Great British Air, яка зневажає людей, які мають квитки першого класу, але не виглядають престижно.
- Джон (Лукас) і Террі (Воллямс) — батько і син вантажники, які крадуть багаж пасажирів і, як правило, не дуже обережні з ним. Їх ім'я є відсиланням до футболіста Джона Террі.
- Гелен Бейкер (Саллі Роджерс) — менеджер відділу реєстрації FlyLo, яка пізніше йде у відпустку по догляду за дитиною.
- Ліза (Піппа Беннетт-Ворнер) — жінка на стійці реєстрації FlyLo. Вона отримує кілька скарг від постійних пасажирів FlyLo, Пітера та Джудіт.

### Другорядні герої
- Гетті Вульф (Лукас) — 92-річна пасажирка німецького походження, яка прикидається ніби вона ніколи не літала, обманом змусила Мойсея Бікона купити їй ряд предметів розкоші, наприклад, шарф Yves Saint Laurent і iPad, і отримала місце в першому класі, перш ніж розкрити, що вона вже багато разів подорожувала літаком. (серія 1)
- Сью (Лукас) і Джефф Стотт (Воллямс) — пара, яка летить до Діснейленду, щоб одружитися. (серія 1)
- Асука і Нанако (Воллямс і Лукас) — дві японські дівчини, які прилетіли в аеропорт, щоб побачити свого кумира Мартіна Клюнса. (серія 1)
- Місис Мбуту (Еллен Томас) — ліберійська пасажирка, яку Ян звинувачує в тому, що вона придумала її країну. (серія 2)
- Ешлі (Воллямс) — керівник ресторану швидкоїжі, який допомагає Томмі обслужити його першого клієнта в Happy Burger. (серія 2-3)
- Лі Лодж (Воллямс) — стюард-стажер компанії Our Lady Air. У нього є дівчина і він гетеросексуальний, але має гомосексуальні стосунки з Фергалом під час перебування в готелі в Дубліні. (серія 2)
- Капітан Стіррік (Тед Роббінс) — п'яний пілот авіакомпанії, який викликає переполох. (серія 2)
- Містер Ахмед (Стюарт Скадамор) — мусульманський пасажир, який замовляє халяльну їжу під час рейсу до Риму, але натомість отримує кошерну їжу (призначену для пасажира-єврея) від Фергала. (серія 3)
- Стажист (Джо Коул) — приймає замовлення клієнта під наглядом Томмі Рейда, який знаходиться під наглядом Ешлі, в Happy Burger. (серія 3)
- Сім'я Вудс — сім'я, яка прибула на рейс на тиждень раніше. Вони залишаються в аеропорту тиждень, а потім спізнюються на рейс. (серія 4)
- Кеннет (Лукас) — працівник прикордонної служби, який миттєво впізнає переодягненого Іена Фута. (серія 4)
- Стів Даунс (Лукас) — поліцейський кінолог, чиї попередні товариші-собаки здебільшого потрапляли до реабілітаційного закладу. Його теперішнього пса-розшукача наркотиків звуть Бобо. (серія 5)
- Джордж Спірс (Лукас) — валлійський прибиральник унітазів, фанат оперного співу та співає людям, які заходять. (серія 5)
- Колін (Воллямс) і Гевін (Лукас) — реконструктори битв, яким заборонено брати мечі на інсценізацію битви при Егенкурі; Пізніше Колін каже, що вбив лише трьох людей. (серія 5)
- «Містер Натс» (Алекс Макквін) — пасажир Our Lady Air, який страждає на алергію на горіхи. Здається, Фергал рятує його від смерті, але насправді Фергал сам викликав приступ алергії, непомітно кинувши йому в рот жменю гарячих горіхів, коли проходив повз, щоб врятувати пасажира і здатися героїчним. (серія 5)
- Корінн Олівер (Воллямс) — офіцерка аеропорту для людей з інвалідністю, яка допомагає переміщатися людям на кріслі колісному. Вона сама має інвалідність, і її крісло колісне штовхає її помічник Боб (Лукас) (серія 6)
- Інструктор льотної школи (Воллямс) — співробітник ВБА, який проводить співбесіду з Томмі Рідом на посаду пілота. (серія 6)
- Рей (Воллямс) і Енн Вілкінс (Лукас) — власники пабу в аеропорту. Відомо, що вони переслідують клієнтів, які від'їжджають, через аеропорт, щоб хтось затримався «більше дванадцяти хвилин». (серія 6)
- Мері О'Мара (Айслінг Беа) — бортпровідниця ірландської авіакомпанії Our Lady Air, яка виграє титул стюарда року в нічию з Фергалом О'Фарреллом. (серія 6)
- Пан Дубровський (Валентин Пелка) — посол Польщі у Сполученому Королівстві, якого Ян Фут звинувачує в нелегальній роботі у Сполученому Королівстві, оскільки він поляк.
- Джордж Аллен (сам) — вантажник багажу компанії Great British Air.

### Знаменитості
В кодному епізоді серіалу знялася яка-небудь знаменитість у ролі самої себе.
- Джері Галлівелл (сама) — реальна англійська попспівачка чиє фото папараці Міккі та Бастер намагаються зробити, коли вона висаджується з літака, але пропускають її, оскільки вони занадто зайняті порівнянням чеснот кожної зі Spice Girls перед камерою. (серія 1)
- Девід Швіммер (сам) — його зупинила митниця під час спроби контрабанди транссексуальних порно DVD-дисків до Великобританії, у чому він звинувачує своїх колег по «Друзям» Метта Леблана та Дженніфер Еністон. (серія 2)
- Руперт Ґрінт (сам) — Таадж дає Руперту свій сценарій фільму «Майбутній поліцейський 2000» під час зустрічі з ним, коли той висаджується з літака з Лос-Анджелеса. Таадж просить Грінта передати це Денієлу Редкліффу. (серія 3)
- Барбара Віндзор (сама) — Мойсея просять супроводжувати Барбару до воріт її відправлення, але насправді він хоче, щоб вона допомогла йому отримати лицарство або Орден Британської імперії. Під виглядом автографа він навіть дає їй підписати образливий лист на ім'я королеви. Віндзор ображається після прочитання листа, і вона каже Мойсеєві «відвалити». (серія 4)
- Дейл Вінтон (сам) — ведучий щорічного конкурсу «Стюард року» компанії Our Lady Air. (серія 6)

## Епізоди
Першу серію серіалу «Летимо зі мною» почали транслювати на Різдво 2010 року, отримавши неоднозначні відгуки критиків і зібравши понад 12,47 мільйонів глядачів. Другий епізод, який вийшов у ефір на Новий рік 2011 року, зібрав понад 8,80 мільйонів глядачів, тоді як інші чотири епізоди в середньому переглянули близько 7 мільйонів глядачів протягом решти серіалу. Серіал почав транслюватися в Сполучених Штатах на BBC America 18 червня 2011 року, відредагований, щоб відповідати 30-хвилинному часовому інтервалу з рекламою.
| № серії | Назва серії            | Режисер(и) | Оригінальна дата показу | Код серії | Глядачів в Великій Британії (млн) |
| --- | ---------------------- | ---------- | ----------------------- | --------- | --------------------------------- |
| 1 | «Епізод 1» «Episode 1» | Паул Кінг  | 25 грудня 2010          | 101       | 12.47                             |
| Омар Баба реагує на критику методів безпеки FlyLo, тоді як чоловік і дружина пілоти Саймон і Джекі сперечаються про спільний політ і про роман Саймона. Мойсею Бікону доручають пояснити пасажирці першого класу, що її собака загинув під час польоту, бо через збій опалення у вантажному відсіку, він замерз до смерті, а пізніше йому доручають супроводжувати Гетті Вольф, 92-річну німкеню, яка стверджує, що ніколи раніше не літала. Вона обманом змушує Мойсея купувати їй багато предметів розкоші, які, за її словами, є подарунками для її онука у Флориді, якого вона збирається відвідати, а також перевести її до першого класу. Коли вона сідає на борт літака, Гетті розповідає Мойсеєві, що насправді вона літала багато разів, чим розлютила Мойсея. Чоловіка, який не працює в аеропорту, спіймали, коли він «погладжував» пасажирів. Ян Фут розслідує випадок, коли літній чоловік намагався в’їхати в країну за паспортом 12-річної дівчинки. Таадж Манзур, описує свої обов’язки на роботі в аеропорту. Мелоді та Кілі дізнаються, що відкрита вакантна посада керівника стійки реєстрації. Міккі та Бастер намагаються сфотографувати Джері Голлівелл, але пропускають її через виконання пісень Spice Girls. Фергал допомагає молодій матері, кладучи її тримісячну дитину в шафку для багажу. Сонечко закриває кіоск з кавою раніше бо, як вона стверджує, там закінчилася кава, а потім робить покупки в аеропорту. Сью та Джефф Стотт реєструються на рейс до Діснейленду в Каліфорнії, і Сью розповідає про свою любов до Діснея.                                                          |                        |            |                         |           |                                   |
| 1 | «Епізод 2» «Episode 2» | Паул Кінг  | 1 січня 2011            | 102       | 8.80                              |
| Омар Баба розкриває схеми своєї авіакомпанії: польоти до Нью-Йорка за 1 фунт із великою оплатою на бронювання і вертикальні сидіння в літаках. Мойсей Бікон намагається допомогти схвильованій пасажирці, що боїться літати, але лише більше тривожить її, розповідаючи статистику про авіакатастрофи. Ян Фут затримує жінку з «підозрілим» паспортом, вважаючи, що Ліберія не є справжньою країною. Таадж Манзур повинен акуратно повідомити пасажирам, що їхній рейс затримується, коли в літака відвалилося крило. Мелоді повинна забезпечити дотримання нових норм для багажу FlyLo, а Кілі знайомить пасажира з вебсайтом компанії, де зазначені нові обмеження. Міккі та Бастер отримують повідомлення, що королева Єлизавета II в аеропорту. Фергал працює зі стажером-стюардом Лі Лоджем. Томмі має амбіції стати пілотом і намагається пробитися на посаду пілота з ресторану швидкоїжі в аеропорту. Сонечко закриває свій кіоск раніше, стверджуючи, що там немає паперових стаканчиків, і проводить день, граючи в ігрові автомати з дрібною готівкою. Пітер і Джудіт описують свій FlyLo Holidays як «круїз із пекла». Офіцер Джекі фліртує зі співробітником служби управління повітряним рухом, дратуючи Саймона. Капітана Стірріка заарештовують за п'яний стан. Бен і Джеймс затримують Девіда Швіммера за те, що він провозив до Сполученого Королівства незаконні транссексуальні порнографічні DVD-диски, які, як він каже, призначені для його колеги по серіалу «Друзі» Метта Леблана. |                        |            |                         |           |                                   |
| 1 | «Епізод 3» «Episode 3» | Паул Кінг  | 6 січня 2011            | 103       | 7.81                              |
| Омар Баба створює нову рекламу FlyLo з участю людей з нанізмом, запевняючи, що у літаках достатньо місця. Таадж Манзур з наземної команди Flylo зустрічається з актором з Гаррі Поттера Рупертом Грінтом і намагається показати йому сценарій свого фільму. Митники Робертс і Стюарт намагаються зрозуміти, що робити зі справді величезною партією наркотиків, і вирішують вжити всі ці наркотики для встановлення їх типу, після чого відпускають затриманого. Ян Фут тестує свою нову настільну гру «Keep Em Out» про вигнання іноземців з країни. Пенні, зневажлива працівниця Great British Air, намагається вигнати деяких пасажирів, яких вона вважає негідними для салону першого класу. Тим часом у Сонечка накладні нігті, які для неї занадто довгі, тому вона не може ні за що вчепитися, і змушена закрити кав’ярню раніше. Потім вона користується інвалідним візком, коли їй зробили великі нігті на ногах. Пітер і Джудіт згадують ще одну зі своїх «відпусток із пекла», під час якої готель, де вони мали жити, ще не був збудований, а у Пітера був розлад шлунка. Пілоти Саймон і Джекі летять різними рейсами, тому мама Джекі супроводжує Саймона в його рейсі до Лас-Вегаса. Мойсей розповідає про свою благодійну організацію WishWings, але потім літаком летить на Міконос, сказавши, що зателефонує хворій дитині, коли буде там. |                        |            |                         |           |                                   |
| 1 | «Епізод 4» «Episode 4» | Паул Кінг  | 13 січня 2011           | 104       | 7.43                              |
| Мелоді та Кілі мають справу з чоловіком з ожирінням і в підсумку надають йому два окремих місця в літаку, але в різних його кінцях. Омар Баба заявляє про початок зеленої кампанії, посадивши одне дерево серед кільцевої автомобільної розв’язки, паралельно з цим злиться на британське телешоу Світанок. Баба також показує новий FlyLo «Loveatory». Пітера та Джудіт повертаються з наступної «відпустки з пекла», провозячи наркотики, тому Пітеру загрожує мінімум дванадцять років ув’язнення. Під час рейсу Джекі та Саймона на борту знаходиться стюардеса, з якою був роман у Саймона. Мойсей кидає виклик китайцеві, і він намагається добитися від Барбари Віндзор посвячення його в лицарі. Постачання води в кав’ярні Сонечка загадковим чином перекрили, тож вона змушена зачинити кіоск раніше, і вирішує піти подивитися Брудні танці зі своїми сестрами. Однак сантехнік лагодить трубу, дратуючи Сонечко. Пенні радіє, коли дізнається, що принцеса Анна подорожуватиме рейсом Great British Air, але потім зустрічається з представником королівської родини, щоб обговорити її занадто вибагливі умови. Томмі намагається запросити Мелоді на побачення, але випадково купує квитки до Праги. Ян Фут одягається як стереотипний образ людей, які намагаються нелегально в'їхати в країну, включаючи в образ риси південноамериканців, шотландців і Леді Гаги. Сім'я Вудс забронювала свій рейс на наступний тиждень, а не на той час, як вони планували, тому вони залишаються в аеропорту на цей тиждень. Зрештою вони пропускають рейс.                                                          |                        |            |                         |           |                                   |
| 1 | «Епізод 5» «Episode 5» | Паул Кінг  | 20 січня 2011           | 107       | 7.11                              |
| Таадж розповідає деяким незадоволеним пасажирам, що їхній літак вилетів за годину до цього. Міккі та Бастер сваряться, коли Бастер втрачає ліцензію на фотографію. Фергал годує хворого на алергію пасажира горіхами, щоб зробити йому рятівну ін’єкцію та виглядати героєм, намагаючись виграти титул стюарда року. Поліційний кінолог Стів Даунс розповідає історію своїх попередніх собак, які зазвичай закінчувалися тим, що вони потрапляли в реабілітаційний центр через наркозалежність. Реконструктори битв Колін і Ґевін розлючені на Франсуазу, коли їм не дозволили пронести на літак свої мечі на реконструкцію битви при Азенкурі. Ян Фут проводить вибіркову перевірку Таая Манзура. Омар Баба заперечує сексуальні домагання до Гелен, Мелоді та Тааджа, тому він кличе Кілі прийти на допомогу на пресконференції. Пітер і Джудіт розповідають про свою останню «відпустку з пекла», де вони потрапили в пастку в Андах і їли ногу Пітера. Мойсей зустрічає Анну Фріл, яка губить свою перуку. Мойсей намагається знайти заміну втраченій перуці. Джордж Спайерс співає оперу переляканим користувачам туалету. Міккі та Бастер знову миряться. Кілі була призначена роль менеджера стійки реєстрації. |                        |            |                         |           |                                   |
| 1 | «Епізод 6» «Episode 6» | Паул Кінг  | 27 січня 2011           | 106       | 7.22                              |
| Кілі — єдина, хто залишився біля стійки реєстрації, тому що вона тепер менеджер реєстрації, а інші члени екіпажу FlyLo страйкують. Ян Фут був відсторонений після інтерв’ю й образи Посла Польщі у Великій Британії. Мойсей збирає на благодійність і показує своє благодійне відео для Flying Without Wings. Томмі відвідує льотну школу, щоб спробувати стати пілотом, але зазнає невдачі через брак досвіду, а також через те, що він боїться літати. Потім він звільняється з Happy Burger, ходить аеропортом лише в трусах, бо повернув форму, і розповідає про свої нові амбіції стати космонавтом. Фергала номінують на нагороду «Найкращий стюард року», яку веде Дейл Вінтон, але після перемоги в нічию та величезний скандал його звільняють з Our Lady Air. Під час рейсу Great British Air до Орландо Пенні влаштовується на спокійний політ без пасажирів першого класу, але, на своє роздратування, її змушують працювати в економкласі. Після страйку Омар звільняє весь свій персонал і замінює їх в’єтнамськими дітьми. У Джудіт і Пітера ще одні «канікули з пекла», але вони дізнаються, що через страйк FlyLo немає нікого, хто працює на столі скарг. У Сонечка нарешті є всі запаси й продукти для кав’ярні, але вона зачиняється раніше, тому що не було клієнтів. Корінн Олівер влаштовується у службу допомоги людям з інвалідністю, однак вона і сама переміщується на кріслі колісному. Тому, коли вона штовхає візок з пасажиром, її штовхає помічник Боб. Тоді Боб травмує спину, і йому також доводиться сісти у візок. Утворюється ланцюг з крісел колісних, які штовхають один одного. |                        |            |                         |           |                                   |

## Рейтинг епізодів[19]
| Епізод | Глядачі (млн.) |
| ------ | -------------- |
| 1      | 12.47          |
| 2      | 8.80           |
| 3      | 7.81           |
| 4      | 7.43           |
| 5      | 7.11           |
| 6      | 7.22           |

## Критика
Летимо зі мною отримав змішані відгуки: Дейлі Ікспрес назвав його «найгіршим скетч-шоу чи комедією, яка коли-небудь виходила на Різдво», і висловив занепокоєння щодо його показу в той день, враховуючи якість шоу. Дейлі міррор, однак, стверджував, що це був приголомшливий успіх, а заяви Ікспес про расизм і відсутність гумору були необґрунтованими та лицемірними. Шоу було найпопулярнішою комедією 2010 року з десятьма мільйонами глядачів, але також викликало тисячі скарг і критики за расистський контент. Це було третє за кількістю переглядів шоу на Різдво у Великій Британії.
У червні 2020 року Летимо зі мною разом із Маленька Британія було видалено з Netflix через використання чорномордих, каролицих та жовтолицих образів; шість місяців потому його також було видалено з BritBox і він був недоступний в iPlayer. Представник BBC сказав: «У BBC iPlayer є багато архівних програм, які ми регулярно переглядаємо». У своєму рішенні видалити шоу BritBox додав: «Часи змінилися з моменту першої трансляції „Маленької Британії“, тому зараз він недоступний на BritBox. Летимо зі мною не був доступний на сервісі протягом шести місяців».

## Міжнародні версії
Було створено голландську версію шоу з використанням майже точної копії сценарію та персонажів (перекладених голландською). Він транслювався на RTL 4 із серпня 2011 року.